# È solo acqua e vento
È solo acqua e vento è un documentario televisivo diretto da Luca Rosini e trasmesso su Rai Tre il 25 novembre 2022.

## Trama
Il documentario racconta le imprese dell'esploratore Alex Bellini (tra cui le traversate oceaniche a remi, in solitaria e in completa autonomia) dai primi anni di vita fino alle ultime esplorazioni ambientali. Si compone di interviste (tra cui la moglie e manager Francesca Urso, il padre Nino, all'amico Folco Terzani), immagini e riprese originali del protagonista, nonché dei luoghi in cui il regista l'ha seguito (tra cui Aprica), e dell'archivio video girato da Bellini nel corso delle sue avventure - dalla traversata dell'Oceano Pacifico e dell'Atlantico, a quello del ghiacciaio Vatnajökull tra le altre.

## Distribuzione
Il documentario è stato prodotto da Rai Documentari e distribuito su RaiPlay dal 25 novembre 2022, dopo essere andato in onda sul canale Rai3.